# Roman Inderst
Roman Inderst (né le 13 avril 1970) est un économiste allemand.
Il est titulaire de la chaire de finance et d'économie de l'université Goethe de Francfort. D'après Handelsblatt, il est un des économistes allemands les plus influents. Il a remporté le prix Gossen en 2010 et le prix Gottfried Wilhelm Leibniz la même année.